# 徳島市シビックセンター
徳島市シビックセンター（とくしましシビックセンター、英語: Tokushima City Civic Center ）は、徳島県徳島市元町のアミコビル内にある、多目的ホールを中心とする複合文化施設である。
徳島市立図書館の5～6階への移転に伴い、2011年6月1日より休館。2012年4月1日（多目的ホールは同年6月1日）にリニューアル開館した。

## 施設

### 2012年から
- 4階
  - 多目的ホール
  - ステージ・楽屋
  - 活動室1～4
- 3階
  - エントランスホール
  - ギャラリー
  - 事務室

マルチメディア体験コーナーは市立図書館のインターネットコーナーと機能が重複するので廃止された。

### 2011年まで
- 5階
  - ギャラリー
  - 第1活動室
  - 音楽活動室
  - 第2活動室
  - 市民ギャラリー
- 4階
  - ホール
- 3階
  - 応接室
  - エントランスホール
  - 幼児コーナー
  - アニメポケット
  - マルチメディア 体験コーナー
  - ワークショップ

## 歴史
- 1983年10月01日 - アミコビル完成。
- 1983年00月00日 - シビックセンター開館（3～5階）。
- 2011年06月01日 - 徳島市立図書館移転にともない休館。
- 2012年04月01日 - リニューアル開館（多目的ホール除く）。
- 2012年06月01日 - 多目的ホールリニューアル開館。

## 開館時間
- 10:00–18:00（第1活動室・音楽活動室・第2活動室・応接室・ホールは21:00まで）
- 休館日 - 毎週火曜日及び、1月1日。

## 交通
- 市バス元町停留所より徒歩1分。
- JR徳島駅より徒歩約2分。